# Fidi Steinbeck
Fidi Steinbeck (* 1984, eigentlich Friederike Sophie Steinbeck) ist eine Hamburger Singer-Songwriterin und Cellistin. Ihr erstes eigenes Album, Flieder, erschien 2022 bei CHE!Records.

## Leben und Wirken
Steinbeck wuchs in Reinbek im Kreis Stormarn bei Hamburg auf. Ihre Eltern sind beide Musiklehrer und spielen in Orchestern, und sowohl sie als auch ihre beiden Schwestern erlernten früh Musikinstrumente. Steinbeck bekam ab ihrem sechsten Lebensjahr Cello-Unterricht. Sie begann ein Studium der Hispanistik und der Theater-, Film- und Medienwissenschaften. Eine Ausbildung im Bootsbau schloss sie 2010 mit der Prüfung als Bootsbauerin erfolgreich ab.
Von 2007 bis 2013 war Steinbeck als Cellistin Teil der Band Falco Trio. 2013 gründete sie mit dem Geschwisterduo Ole und Leif Sandtner die Band Fidi & The Twins, mit dem sie erste eigene Lieder live spielte. Später kam Heiko Eggers noch dazu und ab 2018 trat die Band nur noch als FIDI auf.
Im Jahr 2019 nahm sie an der 9. Staffel der Castingshow The Voice of Germany teil. Sie erreichte das Finale und trat dort mit ihrem Song Warte mal gemeinsam mit ihrem Coach Mark Forster auf. 2022 erschien ihr erstes eigenes Album Flieder. Ihr Gesang wird als „selbstbewusst, aber auf ihre eigene Art, warm und poetisch“ beschrieben.

## Diskografie
Alben
- 2020: 24 Tage Weihnachten
- 2022: Flieder

EPs
- 2018: Wie wir geworden sind
- 2020: Nimmandsland
- 2020: Neverending Lovestory

Singles
- 2019: Warte mal (feat. Mark Forster)
- 2020: Vermissung
- 2021: Handvoll Glücklichkeit
- 2022: Leicht, Klopf 3 Mal, Flieder